# Волонтёр (деревня)
Волонтёр (чув. Волонтёр) — деревня в Вурнарском районе Чувашской Республики. Входит в состав Буртасинского сельского поселения.

## География
Находится в центральной части Чувашии, на расстоянии приблизительно 9 км на запад по прямой от районного центра посёлка Вурнары на левобережье речки Чаркли.

## История
Основано в 1920 как поселение сельскохозяйственной коммуны. В 1926 было учтено 11 дворов и 46 жителей, в 1939 — 255 жителей, в 1979 — 208. В 2002 году был 61 двор, в 2010 — 31 домохозяйство. В 1927 году был образован колхоз «Сталин».

## Население
Постоянное население составляло 95 человек (чуваши 99 %) в 2002 году, 74 — в 2010.